# Бостанджи (станція)
40°57′15″ пн. ш. 29°05′39″ сх. д. / 40.954155468824° пн. ш. 29.094114819621° сх. д.
Бостанджи́ (тур. Bostancı) — залізнична станція в Кадикьой, Стамбул, найсхідніша станція району. Розташована вздовж Багдадського проспекту у мікрорайоні Бостанджи, це була станція на залізниці Гайдарпаша — Гебзе в 1951 — 2013 роках, коли залізниця між Хайдарпаша та Пендіком була закрита.
Розташована на залізниці Стамбул — Анкара, станція була побудована для Османської Анатолійської залізниці Міністерством громадських робіт Османської імперії та введена в експлуатацію 22 вересня 1872 року, а пізніше перебудована Chemins de Fer Ottomans d' Компанія Anatolie / Ottomana Anatolian Railways (CFOA) 
Знову була введена в експлуатацію в 1910 році. 

Оновлена TCDD з інфраструктурою електрифікації та знову введена в експлуатацію 29 травня 1969 року 

, 
станція обслуговувала приміський поїзд B2 (Хайдарпаша - Гебзе) в 1969 — 2013 роках та була закрита 19 червня 2013 року як частина будівництво проекту Мармарай

і реконструйована і знову відкрита 12 березня 2019 року. 

Станція обслуговує високошвидкісні потяги Анкара – Стамбул, Стамбул – Конья та Стамбул – Караман Yüksek Hızlı Tren
, 
магістральні потяги Анкара-Експрес

та приміські потяги B1 (Халкалы – Гебзе та Атакьой – Пендік), під орудою TCDD.
Зі станції можна пересісти до станції метро Бостанджи.